# لوسيل سونج
لوسيل سونج (بالإنجليزية: Lucille Soong)‏ (بالصينية: 宋靜秀) هي ممثلة أمريكية وصينية، ولدت في 15 أغسطس 1938 في الصين.

## أعمال

### أفلام
- (2003) الجمعة العجيبة[3][4]
- (2005) سكاي هاي
- (2006) مهمة مستحيلة 3[5]
- (2009) تسعة موتى

## وصلات خارجية
- لوسيل سونج على موقع IMDb (الإنجليزية)
- لوسيل سونج على موقع ألو سيني (الفرنسية)
- لوسيل سونج على موقع أول موفي (الإنجليزية)
- لوسيل سونج على موقع قاعدة بيانات الأفلام السويدية (السويدية)
- لوسيل سونج على موقع قاعدة بيانات الفيلم (الإنجليزية)
- لوسيل سونج على موقع كينوبويسك (الروسية)